# 上方よしお
上方 よしお（かみがた よしお、1952年〈昭和27年〉12月16日 - ）は日本の漫才師。大阪府守口市出身。本名は松倉 善弘（まつくら よしひろ）。お笑いコンビ『のりお・よしお』のツッコミ担当。吉本興業大阪本部所属。上方柳次・柳太の弟子。かりあげとオールバック風の髪型が特徴。

## 来歴・人物
1972年、大阪府立淀川工業高等学校（現大阪府立淀川工科高等学校）卒業と同時に上方柳次・柳太に入門。また松竹芸能のタレント養成所でも学ぶ。2年後の1973年に吉本興業に移籍、『上方真一』の芸名で漫才コンビ『B&B』の2代目メンバーとして島田洋七（当時は島田洋一）とコンビを結成。B&Bは若手漫才コンビの中で高い評価を受けるが、洋七の東京進出に反対し、また楽器を持つよう洋七に要求されるようになるなど芸の方向性が合わず、コンビは解消。1975年、西川きよし門下の西川のりおとともに『西川のりお・上方よしお』を結成。1980年代前半の漫才ブームで横山やすし・西川きよし、ザ・ぼんち、島田紳助・松本竜介らとともに人気漫才コンビの地位を築いた。その後、のりおの単独活動が目立ち、コンビは一度解散する。解散後は地道にピン芸人として活動し、松竹芸能に所属していた町野あかり（ミヤ蝶代）を吉本に誘ってコンビを結成して再度漫才師として活動するが、数年でまたコンビを解消する。人気が低迷し1994年に西川のりおとコンビ再結成。現在は、のりおとともになんばグランド花月での舞台を中心に活躍中。再結成後はブラックミュージックを意識した極端なツーブロックの髪型が特徴となっている（本人がバリカンでかりあげの手入れをしている）。

## 出演
- THE MANZAI（フジテレビ系）
- 笑ってる場合ですよ!（同上）
- オレたちひょうきん族（同上）
- 意地悪ばあさん（同上） - 赤道よしお 役
- アニメ『じゃりン子チエ』 - 丸山ミツル 役[4]（声優）
- ポップ対歌謡曲（ABCラジオ）[1]
- 難波金融伝 ミナミの帝王 スペシャル劇場版（1995年）

## 関連人物
- 島田洋七
- 西川のりお
- ザ・ぼんち
- 里見まさと - 後に仲良しコンビを結成。
- 上方柳次・柳太